# Andrew Strominger
Andrew Eben Strominger (/ˈstrɑːmɪndʒər/; 1955) é um físico estadunidense.

## Carreira
Diretor do Centro de Harvard para as Leis Fundamentais da Natureza. Ele fez contribuições significativas para a gravidade quântica e a teoria das cordas. Estes incluem seu trabalho sobre a compactação Calabi-Yau e mudança de topologia na teoria das cordas, e sobre a origem corda da entropia dos buracos negros. Ele é membro sênior da Society of Fellows, e é o Professor de Física Gwill E. York.

## Pesquisa

### Contribuições notáveis
- um artigo com Cumrun Vafa que explica a origem microscópica da entropia do buraco negro, originalmente calculada termodinamicamente por Stephen Hawking e Jacob Bekenstein, a partir da teoria das cordas.
- um artigo com Philip Candelas, Gary Horowitz e Edward Witten na década de 1980 sobre a relevância das variedades Calabi – Yau para obter o Modelo Padrão da teoria das cordas.
- outros artigos que discutem a correspondência dS / CFT e a correspondência Kerr / CFT (variações da correspondência AdS / CFT).
- S-branas (uma variação de D-branas).
- Teoria OM (com Shiraz Minwalla e Nathan Seiberg).
- solitons não comutativos (com Shiraz Minwalla e Rajesh Gopakumar).
- buracos negros sem massa na forma de D3-branas embrulhadas que regulam a física de uma conifold e permitem a mudança de topologia.
- a conjectura SYZ, uma interpretação da simetria do espelho como um caso especial de dualidade T (com Eric Zaslow e Shing-Tung Yau).
- ação puramente cúbica para a teoria do campo de cordas.
- supercordas com torção.
- um estudo da relação entre simetrias assintóticas em espaços-tempos assintoticamente planos, teoremas suaves e efeitos de memória.
- um cálculo analítico do espectro exato de emissão de ondas gravitacionais de inspirais de extrema razão de massa (EMRIs) em buracos negros em rotação rápida (espera-se que essas ondas gravitacionais sejam detectadas com futuros detectores de ondas gravitacionais baseados no espaço, como eLISA).[4]